# Peter Kneale
Peter Kneale (Man, ?) is een Brits componist, muziekpedagoog, dirigent en pianist.

## Levensloop
Kneale was afkomstig vanuit een familie dat helaas enge banden had met de brassband-wereld op het eiland Man. Hij is opgeleid tot muziekpedagoog, componist, dirigent en pianist. Hij was in 1966 oprichter en ook dirigent van de Sandye Silver Band in Bedfordshire. Met deze brassband heeft hij al 1971 in de 4e divisie aan de National Brass Band Championship in Engeland deelgenomen. In 1973 werd hij opgevolgd door Duncan Wells. Daarnaast dirigeerde hij ook de Rushden Windmill Band - toen heeft zij nog Rushden Temperance Silver Band geheten - en was met deze brassband op concertreis in het buitenland. Later moest hij als dirigent zijn baan stoppen, omdat hij ziek was van Tinnitus.
Als componist schreef hij liederen, maar hij is vooral bekend om zijn werken voor blaasorkest (harmonieorkest en brassband) en zijn kamermuziek. Hij woonde later in Wollaston. 

## Composities

### Werken voor harmonieorkest of brassband
- 1982: - Jazzamatazz, voor harmonieorkest of brassband - ook bekend met de titel The Wayward Windmill
- - Blue John, voor trombone en brassband[3]
- - Variations on a Welsh Theme "Watching the Wheat", voor hoorn in Es (of bugel in Es) en brassband[4]

### Vocale muziek

#### Werken voor koor
- 1967: - Lute Book Lullaby, voor gemengd koor en gitaar - tekst: William Ballet
- 1984: - A Time to Sing - 100 Hymns and Songs for School Worship, voor schoolkoor (samen met: Harold Clarke)

### Kamermuziek
- 1975: - Kwartet, voor 2 kornetten, hoorn in Es en eufonium
- 1981: - Variations on a Welsh Theme "Watching the Wheat", voor hoorn in Es (of bugel in Es) en piano
- - Blue John, voor trombone en piano
- - Sonatine, voor blokfluit en piano